# 纪尧姆·克利顿
纪尧姆·克利顿（法语：Guillaume Cliton；英语：William Clito，威廉·克利托）（1102年10月25日—1128年7月28日），诺曼王朝成员，统治佛兰德伯国从1127年到去世，宣称诺曼底公国未果。作为征服者威廉长子罗贝尔·柯索斯的儿子，纪尧姆被视为叔父亨利一世的继承候选。但亨利视他为敌，纪尧姆与法兰西国王路易六世结盟。路易在好人查理遇刺后，立纪尧姆为佛兰德伯爵，但佛兰德人很快反叛，纪尧姆在与另一佛兰德伯爵继承人亞爾薩斯的蒂埃里的作战中去世。

## 历史和家庭

### 年轻时期
纪尧姆是诺曼底公爵罗贝尔·柯索斯和康佛萨诺伯爵戈弗雷多的女儿康佛薩諾的西比拉结婚所生的儿子。其父罗贝尔为英格兰国王征服者威廉的长子。他的绰号“克利顿”是中世纪拉丁语，意同盎格鲁-撒克逊语“王子（Aetheling）”或其拉丁语形式Adelinus（用于其堂弟纪尧姆·阿德兰）。这两个词都表示“王室血统的人”或现代所说的“王子”。它可能源自拉丁语inclitus/inclutus，“著名的”。
1106年，其父罗贝尔在坦什布赖战役中败于亨利一世并被生擒。他陪同亨利去法莱，这是亨利第一次见到年轻的侄子纪尧姆·克利顿。亨利把纪尧姆交给阿克伯爵圣桑的埃利亚看管。埃利亚的妻子是罗贝尔的私生女，所以埃利亚是纪尧姆的姐夫，此时还是亨利的朋友和资助人。纪尧姆在姐姐和姐夫照顾下直至1110年8月，亨利突然派人要求把纪尧姆移交给他亲自看管。埃利亚正好不在，于是他的仆人把小纪尧姆藏起来并偷运给埃利亚。埃利亚和纪尧姆一同逃离了诺曼底公国，向亨利的敌人寻求庇护。

### 1118 - 1119年，第一次诺曼叛乱
纪尧姆首先投奔亨利的一大敌人，在诺曼底南方拥有大片土地的罗贝尔·德·贝莱姆。1112年，罗贝尔·德·贝莱姆被亨利一世所俘，纪尧姆和埃利亚又去投奔佛兰德的年轻伯爵鲍德温七世的宫廷。鲍德温的父亲是纪尧姆的表叔。1118年，对亨利一世不满的诺曼贵族们组成了强大的同盟并且和鲍德温以及叛军结盟，打着纪尧姆的旗号发起了一场危险的叛乱。
对亨利一世而言，诺曼底边境上的伯爵们以及鲍德温太强势，公国北部的很多土地都被攻陷。但当1118年9月鲍德温在围攻阿克时受到重伤（1119年7月17日去世）后，原本大好的形势戛然而止。第二年，法国国王路易六世打起了纪尧姆的旗号，沿塞纳河而下入侵公国，8月20日在布雷穆勒战役和亨利一世的军队交锋，遭到决定性的挫败。
当天，纪尧姆作为路易卫队的新骑士参战，几乎不免被俘。第二天，纪尧姆的堂弟，亨利一世的儿子威廉·艾德林出于礼节将纪尧姆在战场上丢失的战马送还。叛军崩溃了，但纪尧姆继续向法国宫廷寻求帮助。1119年10月，路易六世在兰斯提请教宗注意纪尧姆的权利，迫使亨利一世改善对这个流亡在外的男孩的待遇。

### 1123 - 1124年，第二次诺曼叛乱
1120年11月25日，威廉·阿德兰在白船事件中意外溺死，这改变了纪尧姆的命运。他现在是诺曼底和英格兰的王位竞争者了。1122年，很多诺曼贵族在埃夫瑞伯爵阿毛里·德·蒙福爾和莫蘭伯爵瓦勒蘭·德·博蒙的带领下接受了纪尧姆。亨利的问题变得更糟，威廉·阿德林已和安茹伯爵富尔克五世的女儿玛蒂尔达结婚，富尔克要求亨利归还女儿的嫁妆，即曼恩的一些城堡和乡镇，亨利拒绝。富尔克因而让女儿西比拉和纪尧姆订婚，将诺曼底和安茹之间的整个曼恩给他作为她的嫁妆。但亨利精明地诉求于教会法，1124年8月，这桩婚事以夫妇俩为姻亲为由被宣布无效。
与此同时，诺曼底又爆发了一场支持纪尧姆的贵族叛乱，但由于亨利一世的智慧和贵族的缺乏组织，他们在1124年3月在布尔特鲁尔德战役中被击败。亨利一世说服女婿神圣罗马帝国皇帝亨利五世在东面威胁路易六世，使路易不再积极干预此事。

### 佛兰德伯爵
1127年，路易六世为了纪尧姆的事做了很大的努力。1月，他把法属韦桑的王室领地封给纪尧姆，作为沿塞讷河而下攻击诺曼底的根据地。路易还把王后阿德莱德的异父妹妹蒙费拉的乔万娜嫁给纪尧姆为妻。3月2日，佛兰德已故伯爵鲍德温七世的表兄和继承人查理一世被杀，给了路易一个更好的为纪尧姆转运的机会。他亲自率军进军佛兰德，30日即召集当地贵族，要求他们接受纪尧姆为他们的新伯爵。
起初，纪尧姆做得不错，在5月底守住了佛兰德的大部分郡。但在英格兰的资助下，好人查理的表弟亞爾薩斯的蒂埃里作为查理的当然继承人和纪尧姆的竞争对手的出现使得纪尧姆地位恶化。1128年2月，圣奥默和根特背叛纪尧姆，3月，布鲁日也叛了。5月，里尔也支持蒂埃里，纪尧姆只占有佛兰德南部边缘地带的小片土地。6月21日，纪尧姆杀回布鲁日，在布鲁日南方的阿斯波勒一战中，率领诺曼和法国的盟军击败蒂埃里。
这时，鲁汶伯爵戈德弗瓦一世也加入到纪尧姆这一方，7月12日，纪尧姆的军队将蒂埃里包围在阿尔斯特，准备攻打根特。但在围城的战斗中，纪尧姆在和一个步兵扭打时伤到了手臂，生了坏疽，于28日去世，年仅25岁，只有他忠诚的姐夫埃利亚给他送终。
纪尧姆曾写信给亨利一世，请求赦免自己的追随者；亨利一世准其所请。一些追随者回到亨利一世身边，其他启程去参加十字军。
纪尧姆的遗体被运到圣奥默的聖伯丁教堂安葬。他没有子嗣，比他被监禁的父亲罗贝尔还早死了6年。